# Bosquerola de Pelzeln
La bosquerola de Pelzeln (Granatellus pelzelni) és un ocell de la família dels cardinàlids (Cardinalidae).

## Hàbitat i distribució
Habita la selva pluvial, vegetació secundària, especialment a prop de l'aigua de les terres baixes al sud de Veneçuela, Guyana i Surinam, cap al sud, a través del Brasil amazònic fins al nord de Bolívia.

## Taxonomia
En algunes classificacions es considera que la població del nord-est de Brasil és una espècie de ple dret:
- Granatellus paraensis Rothschild, 1906 - bosquerola de Pará.[3]